# マギレミジンコ
マギレミジンコ Daphnia ambigua はミジンコ属の動物の1種。北アメリカに広く分布する種として知られている。

## 特徴
体長は雌で1mm前後、雄では0.6mmほど。全体には横から見れば広卵円形で、頭が小さく、その割には複眼が大きく、また単眼がある。頭部の腹面側はややくぼむか、強くくぼむ。殻の後端にある針は比較的短い。その周辺の縁には細かな曲が並ぶが目立たない場合もある。尾の先端にある尾爪には櫛状のはっきりした歯はなく、ごく細かい歯の列がある。この細かな歯の列は3群に分かれている。雄の第1触角はよく発達し、その先端から伸びる鞭状の毛は触角本体と同じ程度の長さがあってその先端は耳かき状になる。
なお北アメリカでは本種の頭頂部が尖り（額刺という）、その形が季節によって変わることが知られる。これについては後述する。
和名はハリナガミジンコ D. longispina と紛らわしいところからつけられた。

## 分布
日本では本州北部以北に分布があり、湖や高山湖に発生する。繁殖すると紅色になる。ただし誤同定や混乱の可能性があるようで水野・高橋編(1991)は日本の分布を山形県大鳥池、立山ミクリガ池、ミドリガ池、霞ヶ浦のみをあげてその中でも再確認の必要性を述べている。
世界的にはヨーロッパと北アメリカに分布する。
この種は最初ロンドンのキュー植物園の池で発見されて記載されたものである。後に北アメリカに広く分布していることが明らかにされた。その分布はカナダの南部からアメリカ合衆国一帯、それにメキシコに渡り、それから南アメリカに続き、南限はアルゼンチン中部である。ヨーロッパでの分布は場所が限られており、移入されたものと考えられている。上野・田中(1960)はこの種の分布域から低水温性のものとの判断をしている。

## 生態など
北アメリカ東部では春期に多く出現し、夏期には深層部のみに見られるという。小型の池から大きな湖にまで見られる。
日本では10月初頭の調査で雄が出現し、雌が耐久卵を持っていたことを確認し、この種が年に1度だけ両性生殖をする単輪廻性である可能性を示唆している。この際に採集された個体の半数以上が雄であり、これはミジンコでは珍しい例だとのこと。

### 形態の変化について
ミジンコ類には季節などによって形態が変化する例が知られる。古くは水温の変化などに原因が求められたが、現在ではそれが捕食者の存在に依存し、その変化によって捕食される比率が下がる例が知られる、本種はこのことについてよく調べられている。この反応を引き起こすのは捕食者が出す化学物質であり、被食者がそれを感知することによって利益を得ることからカイロモンと呼ばれる。
本種の捕食者として重要なフサカ幼虫の存在下で本種の頭部の尖った個体が増加する。例えば茨城県竜ヶ崎市にある中沼では本種は5月初旬に出現し、6月に個体数がピークに達し、7月下旬に姿を消す。その際に増加の初期にはほとんどの個体は頭が丸いがピーク時には頭の尖った個体が増加する。その変化はフサカの3-4齢幼虫の個体数変化とほぼ一致する。カイロモンに対する反応は本種の2齢でもっとも反応がいいことが知られている。
実験的にに本種の頭の尖った個体と頭の丸い個体をフサカ幼虫と同じ水槽に入れると、丸い頭の個体は約6時間でほぼ全部喰われるが尖った頭の個体は半数以上が生き残るとの結果も得られている。

## 近似種
全体にはビワミジンコ D. biwaensis に似ているがこの種では尾爪にはっきりした櫛状歯がある。また微歯の列は2群に分かれる。またこの種は琵琶湖の固有種である。
他にハリナガミジンコも似ているがこの種では微歯列は群に分かれない。